# Sonchus sosnowskyi
Sonchus sosnowskyi là một loài thực vật có hoa trong họ Cúc. Loài này được Schchian miêu tả khoa học đầu tiên năm 1949.